# Gent-Wevelgem/Grote Prijs A. Noyelle-Ieper 2018
De 36e editie van de wielerwedstrijd Gent-Wevelgem/Grote Prijs A. Noyelle-Ieper, ofwel Gent-Wevelgem voor junioren, werd gehouden op 25 maart 2018. De start en finish waren in Ieper. De wedstrijd maakte deel uit van de UCI Men Juniors Nations' Cup, in de categorie 1.Ncup. De Italiaan Samuele Manfredi volgde de Deen Ludvig Wacker op als winnaar.

## Uitslag
| Plaats  | Naam                | Tijd     |
| ------- | ------------------- | -------- |
| Winnaar | Samuele Manfredi    | 2u50'40" |
| 2       | Søren Wærenskjold   | z.t.     |
| 3       | Quinn Simmons       | + 2"     |
| 4       | Louis Barre         | + 43"    |
| 5       | Xandres Vervloesem  | z.t.     |
| 6       | Daniel Årnes        | + 51"    |
| 7       | Jim Brown           | + 53"    |
| 8       | Ilan Van Wilder     | z.t.     |
| 9       | Alex Vandenbulcke   | z.t.     |
| 10      | Bas van Belle       | z.t.     |
| 11      | Remco Evenepoel     | z.t.     |
| 12      | Nathan Vandepitte   | z.t.     |
| 13      | Lewis Askey         | z.t.     |
| 14      | Carlos Rodríguez    | z.t.     |
| 15      | Valentin Retailleau | z.t.     |
| 16      | Hugo Page           | z.t.     |
| 17      | Ludvig Aasheim      | z.t.     |
| 18      | Arthur Kluckers     | z.t.     |
| 19      | William Tidball     | z.t.     |
| 20      | Charley Calvert     | + 1'52"  |

 Aziatische kampioenschappen (tijdrit · wegwedstrijd) · 
 Afrikaanse kampioenschappen (tijdrit · wegwedstrijd) · 
 Oceanische kampioenschappen (tijdrit · wegwedstrijd) · 
 Gent-Wevelgem/Grote Prijs A. Noyelle-Ieper · 
 Le Pavé de Roubaix · 
 Vredeskoers · 
 Trophée Centre Morbihan · 
 Ronde van Vaud · 
 Trofeo Karlsberg · 
 Grote Prijs Général Patton · 
 Europese kampioenschappen (tijdrit · wegwedstrijd) · 
 Ronde van Abitibi